# Stelis hallii
Stelis hallii är en orkidéart som beskrevs av John Lindley. Stelis hallii ingår i släktet Stelis och familjen orkidéer. Inga underarter finns listade i Catalogue of Life.